# Список самых высоких зданий Канберры

Список самых высоких зданий Канберры включает здания высотой более 50 м в столице Австралии Канберре. Список основан на двух подходах CTBUH:
- здание обычно может считаться высоким при высоте от 50 метров или от 14 этажей,
- при измерении высоты включаются шпили и архитектурные детали, но не включаются антенные мачты.

В списке приведены только здания и не учитываются сооружения.

Самым высоким сооружением в городе является телекомуникационная вышка Telstra Tower, высота которой 195 метров.
В список включены первые 10 по высоте построенных зданий, а также дополнительно первые 5 по высоте из числа строящихся/планируемых.
Высоты округлены до целых значений по математическим правилам.
Знак равенства «=», следующий за рангом, обозначает одинаковую высоту между двумя или более зданиями по обоим параметрам (метры, этажи). При равной высоте по одному из параметров более высокое место в таблице отдавалось зданию с большим значением второго параметра. При равных параметрах очередность в таблице приведена по алфавитному порядку названия.

## Построенные здания
| Место | Название                         | Фото | Высота, м | Этажность | Год постройки | Координаты                       | Комментарий | Примечания    |
| ----- | -------------------------------- | ---- | --------- | --------- | ------------- | -------------------------------- | --- | ------------- |
| 1     | Ловетт-тауэр                     |      | 93        | 25        | 1973          | 35°20′42″ ю. ш. 149°05′06″ в. д. | Прежнее название — MLC Building или MLC Tower. | [ 2 ] [ 3 ]   |
| 2     | Wayfarer Apartments              |      | 88        | 27        | 2016          | 35°14′27″ ю. ш. 149°04′26″ в. д. | Также известно как Belconnen Tower. | [ 4 ]         |
| 3     | Здание Парламента                |      | 81        | 3         | 1988          | 35°18′30″ ю. ш. 149°07′28″ в. д. | | [ 5 ]         |
| 4     | Infinity Towers                  |      | 70        | 22        | 2018          | 35°10′54″ ю. ш. 149°07′49″ в. д. | Комплекс Infinity Towers включает в себя 2 башни: Infinity Tower 1 высотой 70 м (ее данные приведены в данной строке) и Infinity Tower 2 (высотой 60 м). Данные Infinity Tower 2 отдельно не выделяются, т.к. обе башни построены в один год, имеют общее основание и являются единым комплексом. | [ 6 ] [ 7 ]   |
| 5     | Dusk                             |      | 68        | 22        | 2020          | 35°14′24″ ю. ш. 149°04′22″ в. д. | | [ 8 ]         |
| 6     | Altitude Apartments              |      | 68        | 21        | 2013          | 35°14′22″ ю. ш. 149°04′15″ в. д. | | [ 9 ]         |
| 7     | Ruby 1                           |      | 67        | 18        | 2019          | 35°10′55″ ю. ш. 149°07′52″ в. д. | Имеется неопределенность со статусом и высотой здания. Несмотря на отметку "построено" ("existing [completed]"), карточка здания в базе Emporis отранжирована отдельно от "основного" списка "по высоте" и имеет пометку "примерно" ("estimated") в поле описания высоты здания.                  | [ 10 ]        |
| 8     | Belconnen Sentinel Apartments    |      | 63        | 20        | 2014          | 35°14′22″ ю. ш. 149°04′05″ в. д. | Комплекс Belconnen Sentinel Apartments включает в себя 2 башни с одинаковой высотой, обе башни построены в один год, имеют общее основание и являются единым комплексом. | [ 11 ] [ 12 ] |
| 9     | Scarborough House                |      | 61        | 15        | 1975          | 35°20′34″ ю. ш. 149°05′06″ в. д. | | [ 13 ] [ 14 ] |
| 10=   | Pacific International Apartments |      | 60        | 20        | 1996          | 35°17′05″ ю. ш. 149°07′34″ в. д. | Также известно под именем Breakfree Capital Tower Canberra Hotel. | [ 15 ] [ 16 ] |
| 10=   | SkyPlaza                         |      | 60        | 20        | 2005          | 35°20′55″ ю. ш. 149°05′21″ в. д. | | [ 17 ] [ 18 ] |

## Строящиеся здания
"Номерные" башни с одинаковым "основным" названием (например, High Society Tower 1 и High Society Tower 2) включаются в список как одна позиция по параметрам наиболее высокого строения и отражаются без номера башни.
| Место | Название             | Фото / Рендер / Скетч | Высота, м | Этажность | Ожидаемый год постройки | Координаты                       | Комментарий                                                                                              | Примечания |
| ----- | -------------------- | --------------------- | --------- | --------- | ----------------------- | -------------------------------- | --- | ---------- |
| 1     | High Society Towers  |                       | 113       | 27        | 2020                    | 35°14′26″ ю. ш. 149°04′18″ в. д. | Координаты даны приблизительно.                                                                          | [ 19 ]     |
| 2     | Grand Central Towers |                       | 85        | 26        | 2020                    | 35°20′38″ ю. ш. 149°05′14″ в. д. | Возможно, здание уже построено - соответствующее изображение уже имеется на картах Google в режиме "3D". | [ 20 ]     |
| 3     | Cirrus Tower One     |                       | 85        | 24        | 2020                    | 35°14′11″ ю. ш. 149°04′00″ в. д. | Координаты даны приблизительно.                                                                          | [ 21 ]     |
| 4     | Wova                 |                       | 77        | 24        | -                       | -                                | Планируется (одобрено).                                                                                  | [ 22 ]     |
| 5     | Belconnen Centre     |                       | 66        | 20        | -                       | -                                | Планируется (одобрено).                                                                                  | [ 23 ]     |